# Высота однородной атмосферы
Высота однородной атмосферы (обозначается {\displaystyle H}, также встречается название шкала высоты) — величина, характеризующая протяжённость атмосферы. Она определяется как толщина условной атмосферы, имеющей всюду ту же температуру и плотность, что и на поверхности у реальной, и такую же массу.

График давления в земной атмосфере от высоты

Высоту однородной атмосферы можно рассчитать следующим образом:
{\displaystyle H={\frac {kT}{mg}},}
или, что то же самое,
{\displaystyle H={\frac {RT}{\mu g}},}
где:
- k — постоянная Больцмана
- R — универсальная газовая постоянная
- T — температура атмосферы
- m — средняя масса молекулы
- μ — средняя молярная масса атмосферы
- g — ускорение свободного падения.

Если температура и состав атмосферы на всех высотах одинаковы, зависимость давления и концентрации от высоты описывается барометрической формулой:
{\displaystyle p=p_{0}\exp \left(-{\frac {h-h_{0}}{H}}\right)}    и    {\displaystyle n=n_{0}\exp \left(-{\frac {h-h_{0}}{H}}\right)},
то есть высота однородной атмосферы равна росту высоты, на котором давление и концентрация уменьшаются в e раз, и это справедливо для любого участка. Чем больше {\displaystyle H}, тем медленнее убывает с высотой давление и тем более протяжена атмосфера.
В реальной атмосфере температура (а в верхних слоях — и состав) зависит от высоты, поэтому {\displaystyle H}, описывающая быстроту уменьшения давления и концентрации с высотой, для разных высот (а в верхних слоях — и для разных газов) различна.

## Значения для Земли
Для Земли однозначно определено всё, кроме температуры; для разных температур (на разных высотах) можно получить следующие значения {\displaystyle H} (описывающей быстроту уменьшения давления и концентрации с высотой):
- T = 290 K, H = 8,5 км
- T = 273 K, H = 8 км
- T = 260 K, H = 7,6 км
- T = 210 K, H = 6 км

Эти значения справедливы для нижних слоёв атмосферы. В верхних слоях из-за отличий температуры и химического состава {\displaystyle H} значительно отличается. На неё влияет солнечная активность. Так, для высоты 275 км были получены значения {\displaystyle H} 60 км в 1958 году и 40 км в 1960—1961 годах.

## Значения для других тел Солнечной системы
Для некоторых объектов Солнечной системы значения {\displaystyle H} следующие:
- Венера: 15,9 км
- Земля: 8,5 км
- Марс: 11,1 км
- Юпитер: 27 км
- Сатурн: 59,5 км
  - Титан: 21 км
- Уран: 27,7 км
- Нептун: 19,1—20,3 км
- Плутон: ~60 км

## Разное
Высота однородной атмосферы используется в астрономии для грубой оценки оптической толщины атмосферы.